# Meroplius pallidispinifer
Meroplius pallidispinifer är en tvåvingeart som beskrevs av Ozerov 1999. Meroplius pallidispinifer ingår i släktet Meroplius och familjen svängflugor.
Artens utbredningsområde är Uganda. Inga underarter finns listade i Catalogue of Life.